# آئودی ای۶

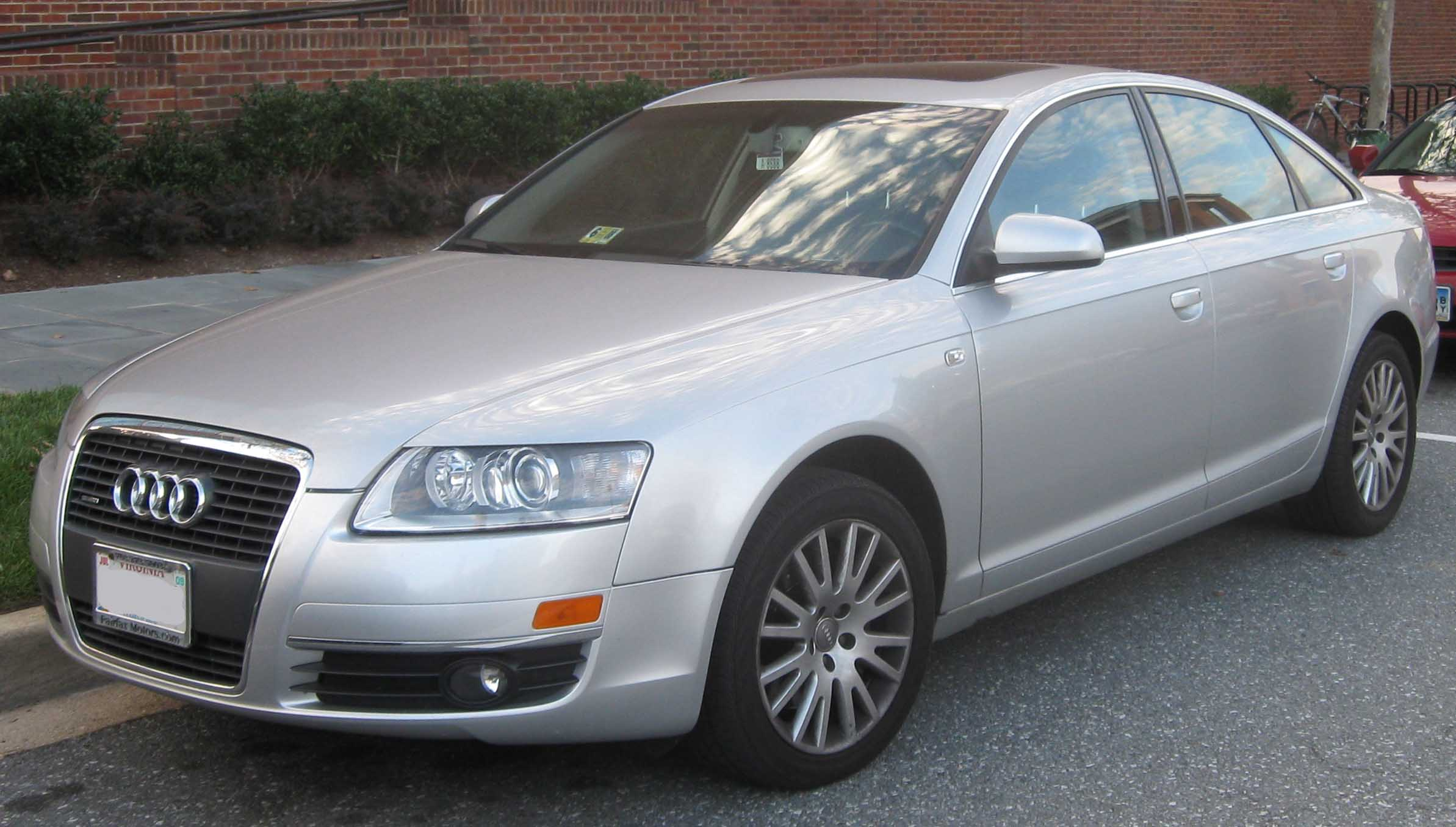

آئودی ای۶ (Audi A۶) خودرویی است که از سال C۴: ۱۹۹۴ تا ۱۹۹۷،C۵: ۱۹۹۷ - ۲۰۰۴،
C۶: ۲۰۰۴ - کنون در آلمان، اورنگ‌آباد، هند، مکزیک، چانگچون، جمهوری خلق چین، جاکارتا و اندونزی تولید شده‌است. طراحی آن موتور جلو، خودرو محور جلو، خودرو چهار چرخ محرک بوده است.

## نگارخانه

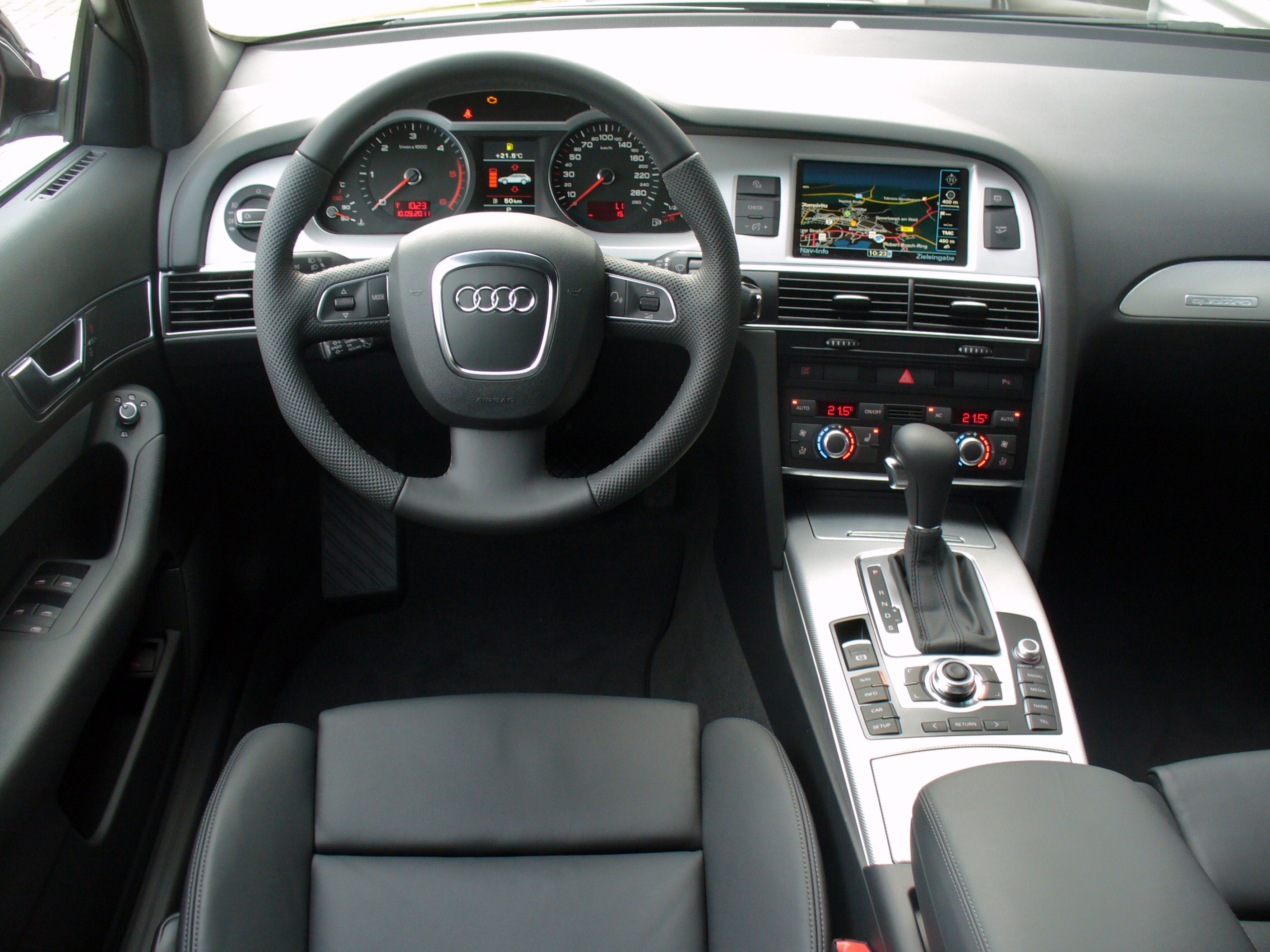
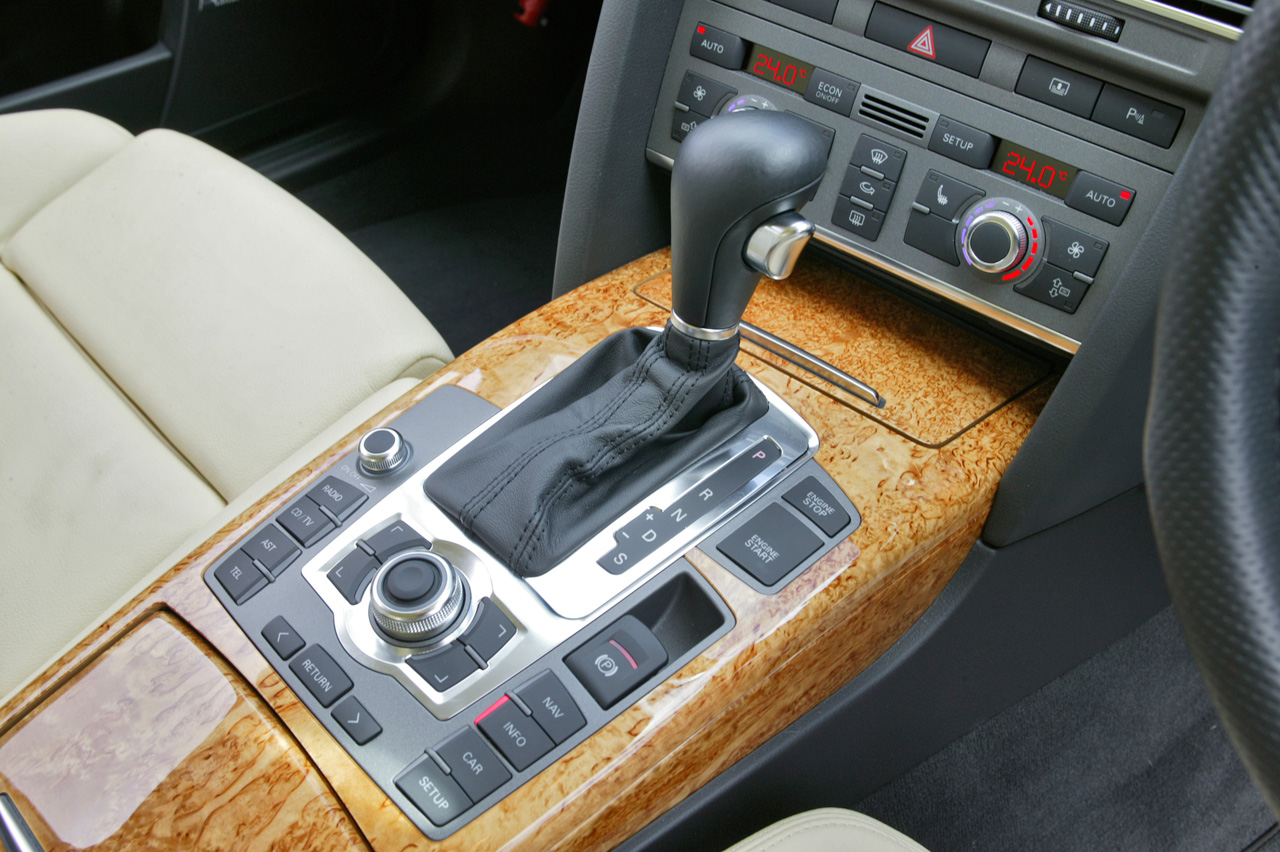